# Platychile
Platychile (лат.) — род жуков-скакунов из подсемейства Cicindelinae (подтриба Platychilina). Неотропика.

## Распространение
Встречаются в Афротропике: Намибия, ЮАР.

## Описание
Бескрылые жуки-скакуны среднего размера с крупными глазами, относительно стройным телом (голова соединяется плотно с грудью без явной шейной перетяжки) и длинными ногами. Основная окраска тела светлая (желтовато-песочная), позволяющая им быть незаметными на песчаном грунте. Ночной вид, наземный хищник, обитающий на песчаном побережье Атлантического океана. Биология и жизненный цикл малоизучены.

## Классификация
Род Platychile включён в подтрибу Platychilina W.Horn, 1908 в составе трибы Megacephalini.
- Platychile pallida (Fabricius, 1801)